# Курташки
Курта́шки (рос. Курташки, ерз. Кхртаж) — село у складі Атюр'євського району Мордовії, Росія. Адміністративний центр Курташкинського сільського поселення.
Населення — 748 осіб (2010; 747 у 2002).
Національний склад станом на 2002 рік:
- мордва — 95 %